# شلومو آوینر
شلومو آوینر (انگلیسی: Shlomo Aviner؛ زادهٔ ۱۹۴۳) ربی، و نویسنده اهل فرانسه است. یک خاخام ارتدوکس اسرائیلی است. او یکی از رهبران معنوی جنبش صهیونیسم مذهبی محسوب می‌شود.